# ITL Eisenbahngesellschaft

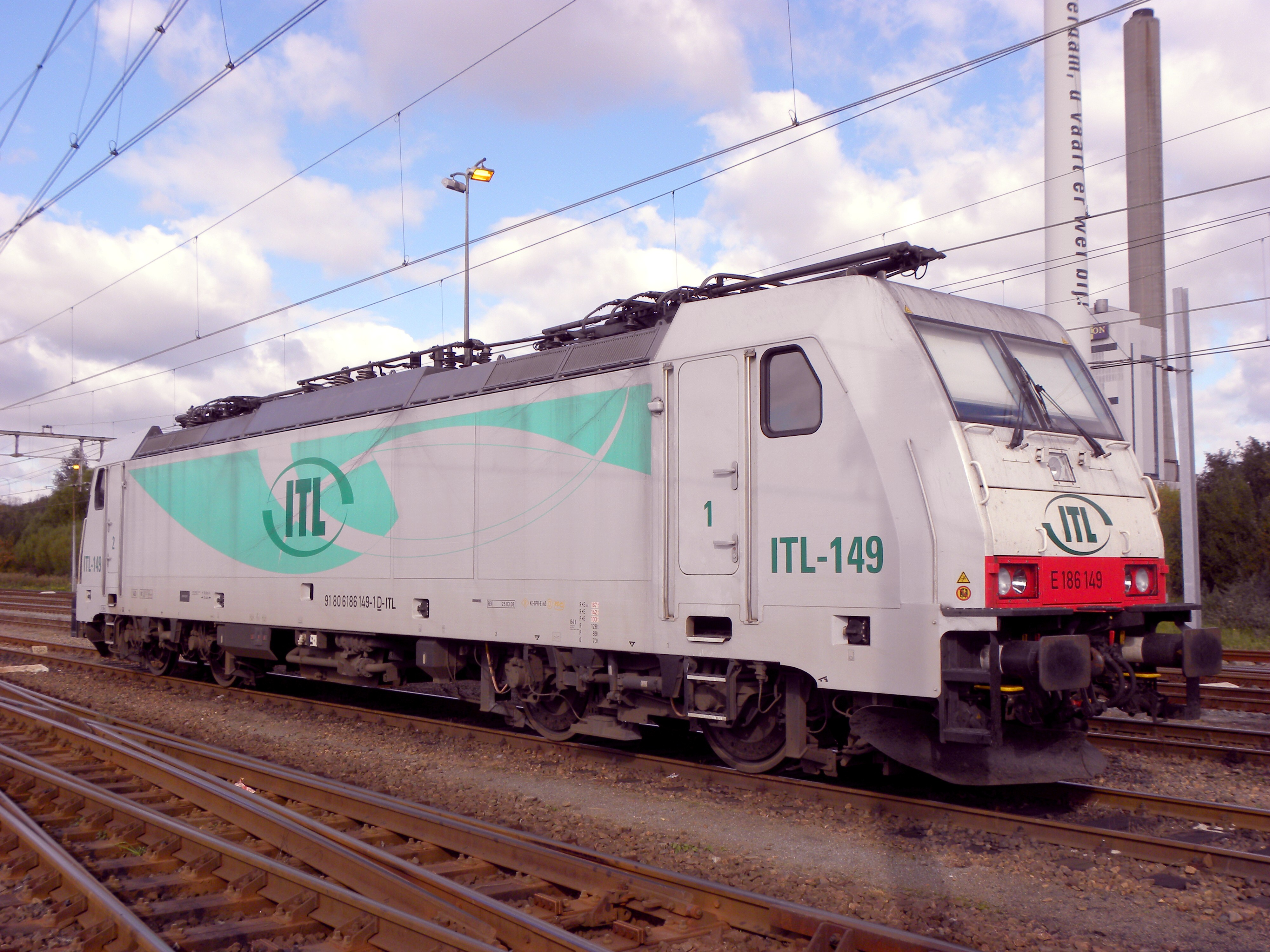
Locomotive aux couleurs d'ITL

ITL est un opérateur ferroviaire privé allemand, dont le siège social est situé à Dresde, en Allemagne.

## Histoire
Depuis décembre 2010, l'entreprise fait partie du groupe SNCF via sa filiale Captrain.